# Kutschenmuseum Schwabsoien

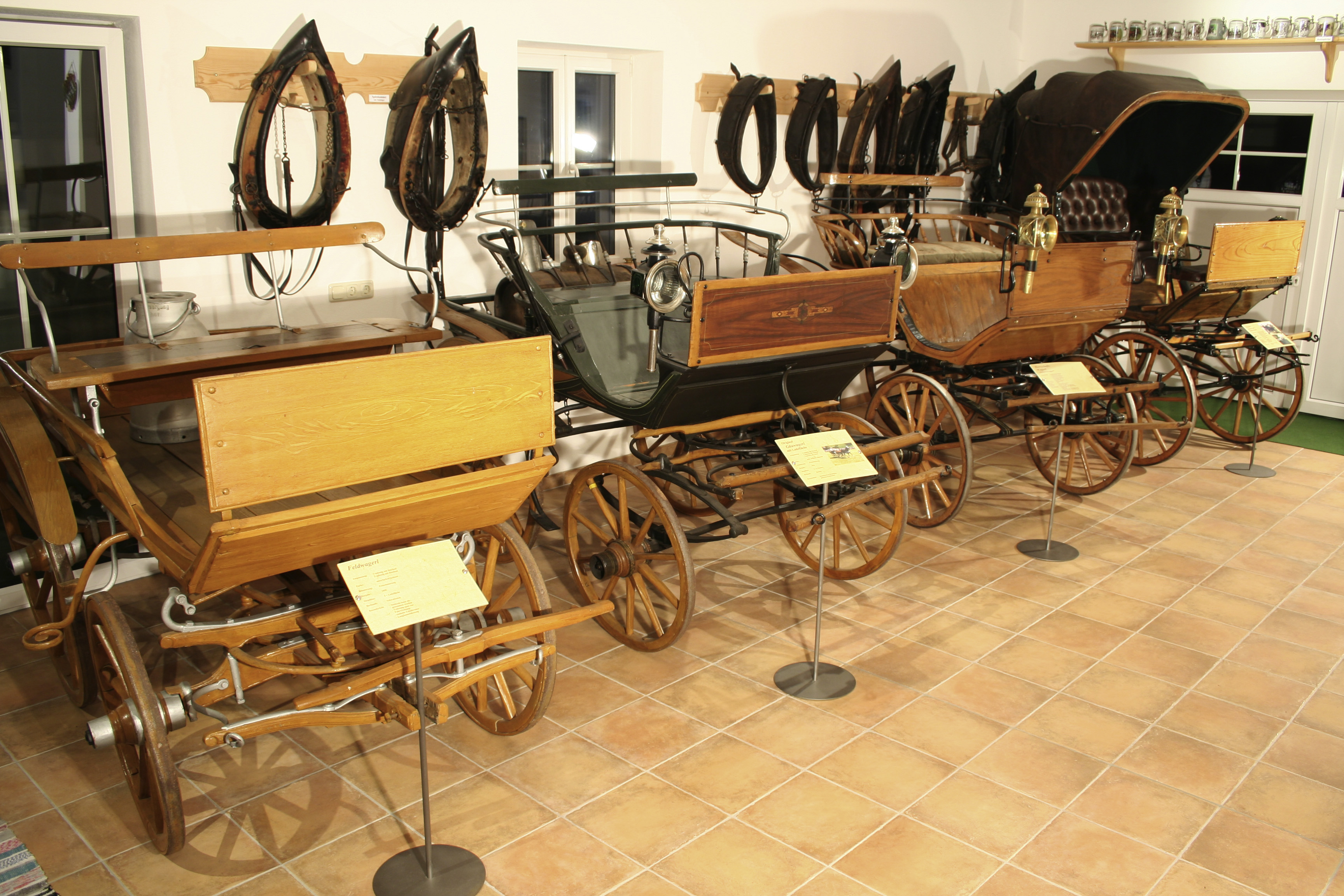
Das Kutschenmuseum in Schwabsoien

Das Kutschenmuseum in Schwabsoien im oberbayerischen Landkreis Weilheim-Schongau präsentiert auf drei Etagen mit ca. 300 m² Ausstellungsfläche mehr als 30 Kutschen und Schlitten aus verschiedenen Epochen sowie fuhrmännisches Zubehör und einschlägiges Werkzeug. Vor allem die Kutschen aus der Blütezeit der Wagenbauer aus dem 18. und 19. Jahrhundert erregen aufgrund ihrer sorgfältigen Verarbeitung und ihrer Schönheit noch heute Bewunderung.
Eröffnet wurde das private Museum, das dem Museenverbund Auerbergland angeschlossen ist, im Jahr 2004. Initiator und Betreiber des Museums ist Johann Hartmann. Führungen durch das Museum sind nach telefonischer Vereinbarung sowie am Pfingstmontag (Mühlentag in Schwabsoien) möglich. Die ausgestellten Fahrzeuge wurden in Eigenarbeit aufwändig und langwierig restauriert und wieder hergerichtet. Bei Festumzügen in der Umgebung kommen die Kutschen auch heute noch zum Einsatz.